# 13064 Haemhouts
13064 Haemhouts è un asteroide della fascia principale. Scoperto nel 1991, presenta un'orbita caratterizzata da un semiasse maggiore pari a 2,3757045 UA e da un'eccentricità di 0,1272831, inclinata di 7,43268° rispetto all'eclittica.